# Зубово (Чишминський район)
Зу́бово (рос. Зубово, башк. Зубов) — присілок (в минулому селище) у складі Чишминського району Башкортостану, Росія. Входить до складу Єремієвської сільської ради.
Населення — 6 осіб (2010; 6 в 2002).
Національний склад:
- українці — 83 %

Стара назва — 2-е Зубово, в радянські часи Зубово 2-е.